# إدارة ذاتية

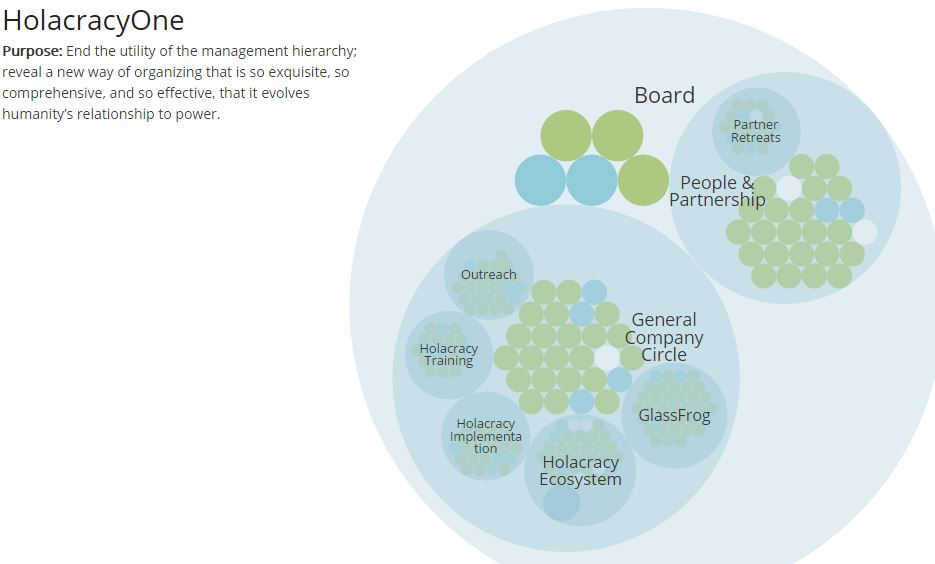

 نظام الإدارة الذاتية (Holacracy) هو أسلوب حوكمة إداري وتنظيمي لامركزي  بحيث توزع السلطة وصنع القرار في جميع أنحاء المنظمة التي تتبع طريقة التسلسل الكلي الفرعي والتي تدار بفرق ذات تنظيم ذاتي بدلا من تخويلها ضمن تسلسل هرمي. وقد اعتمدت هذه الطريقة من الإدارة في منظمات ربحية وغير هادفة للربح في العديد من البلدان.

## الأصل
بدأ تطوير نظام الإدارة الذاتية في شركة ترناري للأنظمة في بنسلفانيا والتي قامت تجريب عدة أشكال ديمقراطية للحوكمة التنظيمية. استلخص مؤسس الشركة بريان روبرتسون أفضل الممارسات التنظيمية والتي أصبح تعرف باسم Holacracy في عام 2007. وضع روبرتسون في وقت لاحق "دستور الاداراة الذاتية "والذي يحدد المبادئ الأساسية وممارسات النظام. في حزيران / يونيه 2015، أطلق كتابه الإدارة الذاتية: النظام الإداري الجديد لعالم سريع التغير، والذي يفصل ويشرح فيه تجربته.
مصطلح holacracy مشتق من مصطلح holarchy الذي صاغه آرثر كوستلر في عام 1967 في كتابه  الشبح في الآلة.
  و holarchy يتكون من holons (اليونانية: «كلي») أو وحدات الحكم الذاتي والاعتماد على الذات، ولكن تعتمد أيضا على كل أكبر من التي هي جزء منها. وهكذا holarchy هي تسلسل هرمي من وحدات التنظيم الذاتي التي تعمل على حد سواء باعتبارها جماعات مستقلة ووحدانا.

## التأثيرات والنظم المشابهة
تعد الإدارة الذاتية واحد من عدة أنظمة للتنظيم المسطح. وقد تم مقارنتها بنظام الحكم الاجتماعي sociocracy والذي يعتبر نظام حوكمة تم تطويره في النصف الثاني من القرن ال20. وكان له تأثير كبير في وقت مبكر خلال فترة حضانة نظام الإدارة الذاتية،  على الرغم من أن نظام الإدارة الذاتية تميز بشكل متزايد عن ذلك منذ ذلك الحين.
في تركيزه على تكرارية الحكم وتكيف العمليات والتنظيم الذاتي، يستلهم نظام الإدارة الذاتية من مبادئتطوير البرمجيات أجايل والتصنيع الرشيق يتوافق نظام الإدارة الذاتية بشكل كبير مع نظرية أصحاب المصلحة  حيث يسمح هيكلها الواسع بتمثيل أصحاب المصلحة في إدارة المنظمة وعدة منظمات ذات مصالح مشتركة أن تكون مرتبطة على المستوى الإداري.

## العناصر الأساسية

### أدوار بدلا من الوصف الوظيفي
تعد الأدوار لبناء الهيكل التنظيمي للإدارة الذاتية. وتميز الإدارة الذاتية بين الأدوار والأشخاص الذين يقومون بها، حيث يمكن لفرد واحد أن يقوم بأدوار متعددة في أي وقت. الدور ليس وصفا وظيفيا؛ وتحديده يتبع نموذجا واضح يتضمن الاسم والغرض، «النطاقات الاختيارية» إلى يديرها، والمساءلة، والتي هي الأنشطة الجارية الأداء. تتحدد الأدوار بكل دائرة —أو فريق— عن طريق عملية إدارة جماعية، ويتم تحديثها بانتظام حتى تتكيف مع  الاحتياجات الناشئة للمنظمة.

### هيكل الدائرة
تهيكل الإدارة الذاتية الأدوار المختلفة في المنظمة في نظام دوائر التنظيم الذاتي (ولكن ليس التوجيه الذاتي) وللدوائر تنظيم هرمي، حيث يتم تعيين هدف واضح  ومساءلة لكل دائرة من قبل الدائرة الأوسع نطاقا. بيد أن لكل دائرة سلطة التنظيم الذاتي داخليا بما يفضي لتحقيق أهدافها بشكل أفضل. تعقد الدوائر اجتماعاتها الادارية الخاصة بها وتعين أعضاء للقيام بالأدوار كما تحمل مسؤولية تنفيذ العمل ضمن مجال سلطتهم. ترتبط الدوائر برابطين هما «رابط رئيسي» و «رابط تمثيلي», حيث يجلسان في اجتماعات كل من دائرتهما والدائرة الأوسع من أجل ضمان التوافق الأوسع مع رسالة المنظمة واستراتيجيتها.

### عملية الإدارة
تستخدم كل دائرة عملية إدارية محددة لإنشاء وتحديث أدوارها وسياساتها الخاصة بانتظام. وللإدارة الذاتية عملية منظمة تعرف باسم «صنع القرار التكاملي» لاقتراح تغييرات في الإدارة والتعديل أو الاعتراض على المقترحات. وهذا ليس نظام مبني على توافق الآراء، ولا حتى موافقة القائم على النظام، ولكنه نظام  يدمج المدخلات ذات الصلة من جميع الأطراف ويضمن أن التغييرات المقترحة والاعتراضات على تلك التغييرات ترتكز في احتياجات الأدوار (ومن خلالهم، احتياجات المنظمة)، بدلا من تفضيلات الناس أو الأنا.

### العمليات التنفيذية
يحدد نظام الإدارة الذاتية عمليات لمواءمة الفرق حول الاحتياجات التشغيلية، ويتطلب من كل عضو من دائرة الوفاء ببعض الواجبات من أجل العمل بكفاءة وفعالية معا. وعلى النقيض من عملية الإدارة، والتي هي جماعية وتكاملية، لكل عضو الكثير من الاستقلالية والسلطة لاتخاذ قرارات بشأن كيفية تحقيق أفضل أهدافه. وقد وصف البعض نموذج السلطة في نظام الإدارة الذاتية  عكس نظيرتها في إدارة التسلسل الهرمي التقليدي; بدلا من الحاجة إلى الإذن في التصرف أو الابتكار، فإن نظام الإدارة الذاتية يعطي سلطة مطلقة لاتخاذ أي إجراء لازم لأداء الدور المطلوب، ما لم يكن مقيدا بسياسات إدارية أو أنه ينطوي على إنفاق بعض أصول المنظمة (المال والملكية الفكرية.... الخ)  وبالتالي نظام الإدارة الذاتية منحاز للغاية  نحو العمل والابتكار: ويفتقر للاستقلال والحرية، ويستخدم العمليات الداخلية لتضييق ذلك الاستقلال الذاتي عند استخدامه بطريقة معينة تتحول إلى أن تكون ضارة.
يحدد نظام الإدارة الذاتية عملية اجتماع تكتيكي تجريها كل حلقة عادةً على أساس أسبوعي.. هتتضمن هذه العملية مراحل مختلفة للإبلاغ عن البيانات ذات الصلة، ومشاركة التحديثات على المشاريع، وفتح مناقشات يمكن لأي عضو دائرة إضافتها إلى جدول الأعمال. تتمثل إحدى سمات هذه المرحلة الأخيرة، والمعروفة باسم «الفرز»، في تركيز المناقشات على الخطوات التالية الملموسة التي يحتاج إليها الفرد الذي أضاف بند جدول الأعمال لمعالجة مشكلته. والقصد من ذلك هو تجنب المناقشات الكبيرة، غير المنتجة التي يسيطر عليها أصحاب الأصوات الأعلى.

## الإدارة الذاتية في الممارسة المعاصرة
اعتمدت الإدارة الذاتية من قبل منظمات ربحية وغير ربحية في الولايات المتحدة،   وتشمل الأمثلة زابوس ، شركة ديفيد ألين، التغذية الدقيقة وغير الربحية  مثل Conscious Capitalism. و Medium التي استخدمته لعدة سنوات قبل التخلي عنه في عام 2016.

## مزايا
هناك من يدعي أن نظام الإدارة الذاتية يؤدي إلى زيادة السرعة والكفاءة والشفافية والإبداع والمساءلة داخل المنظمة. وأنها نهج يشجع عضو الفريق أن يأخذ المبادرة وأنها توفر لهم الفرصة لتقديم أفكار يمكن الأخذ بها. كما أن نظام توزيع السلطة يقلل من العبء على القادة على اتخاذ كل قرار.
وفقا للرئيس التنفيذي لزابوس توني هسيه، فإن نظام الإدارة الذاتية  يجعل الأفراد أكثر مسؤولة عن أفكارهم وأفعالهم.

## الانتقادات
يحذر ستيف دينينغ من مغبة وصف الإدارة الذاتية بمثابة الدواء الشافي، ويقول أنه بدلاً من إزالة التسلسل الهرمي، يتم توجيه القرارات من دائرة إلى دائرة في تسلسل هرمي واضح، مع معرفة كل دائرة لاحقة أقل عن الصورة الكبيرة عن تلك الموجودة أعلاه.ه. وادعى أيضا أن القواعد والإجراءات المنصوص عليها في الوثائق التأسيسية للنظام مثل مقال روبرتسون التأسيسي مفصل جدا وركز على «الجانب الإداري.» ويضيف دينينغ  أن صوت العميل كان في عداد المفقودين من نظام الإدارة الذاتية مستنتجا أن أن الشركات الرشيقة والتي تركز على العملاء مثل زابوس، فأن نظام الإدارة الذاتية هو وسيلة لإضافة صرامة إدارية، ولكن نظام الإدارة الذاتية ذاك ليس بالضرورة أن يعمل في المنظمات الرشيقة أو تلك التي لم يسبق أن ركزت على العملاء. وللرد على ذلك دافع مؤسس HolacracyOne  على تلك الانتقادات على بلوق الشركة، مدعيا أن انتقادات دينينغ هي سؤ فهم لنظام الإدارة الذاتية وشرح كيف أن قواعد نظام الإدارة الذاتية تعالج أو تجتنب تلك المزاعم.
في زابوس حوالي 14% من الشركة غادر طوعا في عام 2015 في محاولة متعمدة من قبل زابوس ألا يبقى سوى الموظفين الذين آمنوا بظام الإدارة الذاتية.
ومن الانتقادات الأخرى منهج «مقاس واحد يناسب الجميع»،  وكذلك طبقات البيروقراطية وزيادة الوزن النفسي.

## وصلات خارجية
- موقع Holacracy